# Oribe Peralta
Oribe Peralta Morones (sinh: 12 tháng 1 năm 1984) là cầu thủ bóng đá chuyên nghiệp người Mexico, hiện đang chơi cho câu lạc bộ América của Liga MX.

## Thống kê sự nghiệp

### Câu lạc bộ
Tính đến 3 tháng 3 năm 2018
| Câu lạc bộ          | Mùa giải            | Giải đấu            | Giải đấu | Giải đấu | Cúp quốc gia | Cúp quốc gia | Châu lục | Châu lục | Khác | Khác | Tổng cộng | Tổng cộng |
| Câu lạc bộ          | Mùa giải            | Hạng                | Trận     | Bàn      | Trận         | Bàn          | Trận     | Bàn      | Trận | Bàn  | Trận      | Bàn       |
| ------------------- | ------------------- | ------------------- | -------- | -------- | ------------ | ------------ | -------- | -------- | ---- | ---- | --------- | --------- |
| Morelia             | 2002–03             | Liga MX             | 2        | 0        | —            | —            | —        | —        | —    | —    | 2         | 0         |
| Morelia             | Tổng cộng           | Tổng cộng           | 2        | 0        | —            | —            | —        | —        | —    | —    | 2         | 0         |
| León                | 2003–04             | Primera División A  | 33       | 10       | —            | —            | —        | —        | —    | —    | 33        | 10        |
| León                | Tổng cộng           | Tổng cộng           | 33       | 10       | —            | —            | —        | —        | —    | —    | 33        | 10        |
| Monterrey           | 2004–05             | Liga MX             | 40       | 9        | —            | —            | —        | —        | —    | —    | 40        | 9         |
| Monterrey           | 2005–06             | Liga MX             | 24       | 2        | —            | —            | —        | —        | —    | —    | 24        | 2         |
| Monterrey           | Tổng cộng           | Tổng cộng           | 64       | 11       | —            | —            | —        | —        | —    | —    | 64        | 11        |
| Guadalajara (loan)  | 2004–05             | Liga MX             | 0        | 0        | —            | —            | 4        | 0        | —    | —    | 4         | 0         |
| Guadalajara (loan)  | Tổng cộng           | Tổng cộng           | 0        | 0        | —            | —            | 4        | 0        | —    | —    | 4         | 0         |
| Santos Laguna       | 2006–07             | Liga MX             | 35       | 4        | —            | —            | —        | —        | —    | —    | 35        | 4         |
| Santos Laguna       | 2007–08             | Liga MX             | 29       | 4        | —            | —            | —        | —        | —    | —    | 29        | 4         |
| Santos Laguna       | 2008–09             | Liga MX             | 10       | 0        | —            | —            | 4        | 2        | 2    | 0    | 16        | 2         |
| Santos Laguna       | 2009–10             | Liga MX             | 22       | 9        | —            | —            | —        | —        | 1    | 0    | 23        | 9         |
| Santos Laguna       | 2010–11             | Liga MX             | 31       | 5        | —            | —            | 9        | 3        | —    | —    | 40        | 8         |
| Santos Laguna       | 2011–12             | Liga MX             | 40       | 28       | —            | —            | 8        | 7        | —    | —    | 48        | 35        |
| Santos Laguna       | 2012–13             | Liga MX             | 23       | 13       | —            | —            | 8        | 0        | —    | —    | 31        | 13        |
| Santos Laguna       | 2013–14             | Liga MX             | 35       | 19       | 2            | 0            | 7        | 3        | —    | —    | 44        | 22        |
| Santos Laguna       | Tổng cộng           | Tổng cộng           | 225      | 82       | 2            | 0            | 36       | 15       | 3    | 0    | 266       | 97        |
| Chiapas (mượn)      | 2008–09             | Liga MX             | 19       | 6        | —            | —            | —        | —        | —    | —    | 19        | 6         |
| Chiapas (mượn)      | 2009–10             | Liga MX             | 16       | 6        | —            | —            | —        | —        | —    | —    | 16        | 6         |
| Chiapas (mượn)      | Tổng cộng           | Tổng cộng           | 35       | 12       | —            | —            | —        | —        | —    | —    | 35        | 12        |
| América             | 2014–15             | Liga MX             | 38       | 15       | 0            | 0            | 6        | 7        | 0    | 0    | 44        | 22        |
| América             | 2015–16             | Liga MX             | 40       | 17       | 0            | 0            | 7        | 3        | 2    | 1    | 49        | 21        |
| América             | 2016–17             | Liga MX             | 34       | 14       | 6            | 1            | —        | —        | 3    | 1    | 43        | 16        |
| América             | 2017–18             | Liga MX             | 30       | 9        | 3            | 1            | 1        | 0        | —    | —    | 34        | 10        |
| América             | Tổng cộng           | Tổng cộng           | 142      | 55       | 9            | 2            | 14       | 10       | 5    | 2    | 170       | 69        |
| Tổng cộng sự nghiệp | Tổng cộng sự nghiệp | Tổng cộng sự nghiệp | 500      | 176      | 11           | 2            | 54       | 25       | 8    | 2    | 573       | 199       |

1. ↑  Bao gồm Copa Libertadores và CONCACAF Champions League.
2. ↑  Bao gồm InterLiga và North American SuperLiga.

#### Bàn thắng quốc tế
| #   | Thời gian            | Địa điểm                                                      | Đối thủ     | Bàn thắng | Kết quả | Giải đấu                 |
| --- | -------------------- | ------------------------------------------------------------- | ----------- | --------- | ------- | ------------------------ |
| 1.  | 10 tháng 8 năm 2011  | Lincoln Financial Field, Philadelphia, Hoa Kỳ                 | Hoa Kỳ      | 1–0       | 1–1     | Giao hữu                 |
| 2.  | 25 tháng 1 năm 2012  | Sân vận động Reliant, Houston, Hoa Kỳ                         | Venezuela   | 3–1       | 3–1     | Giao hữu                 |
| 3.  | 12 tháng 10 năm 2012 | Sân vận động BBVA Compass, Houston, Hoa Kỳ                    | Guyana      | 2–0       | 5–0     | Vòng loại World Cup 2014 |
| 4.  | 16 tháng 10 năm 2012 | Sân vận động Corona, Torreón, México                          | El Salvador | 1–0       | 2–0     | Vòng loại World Cup 2014 |
| 5.  | 14 tháng 8 năm 2013  | Sân vận động MetLife, East Rutherford, Hoa Kỳ                 | Bờ Biển Ngà | 2–0       | 4–1     | Giao hữu                 |
| 6.  | 14 tháng 8 năm 2013  | Sân vận động MetLife, East Rutherford, Hoa Kỳ                 | Bờ Biển Ngà | 3–0       | 4–1     | Giao hữu                 |
| 7.  | 6 tháng 9 năm 2013   | Sân vận động Azteca, Mexico City, Mexico                      | Honduras    | 1–0       | 1–2     | Vòng loại World Cup 2014 |
| 8.  | 11 tháng 10 năm 2013 | Sân vận động Azteca, Mexico City, Mexico                      | Panama      | 1–0       | 2–1     | Vòng loại World Cup 2014 |
| 9.  | 15 tháng 10 năm 2013 | Sân vận động Quốc gia Costa Rica, San José, Costa Rica        | Costa Rica  | 1–1       | 1–2     | Vòng loại World Cup 2014 |
| 10. | 30 tháng 10 năm 2013 | Sân vận động Qualcomm, San Diego, Hoa Kỳ                      | Phần Lan    | 3–1       | 4–2     | Giao hữu                 |
| 11. | 13 tháng 12 năm 2013 | Sân vận động Azteca, Mexico City, Mexico                      | New Zealand | 3–0       | 5–1     | Vòng loại World Cup 2014 |
| 12. | 13 tháng 12 năm 2013 | Sân vận động Azteca, Mexico City, Mexico                      | New Zealand | 4–0       | 5–1     | Vòng loại World Cup 2014 |
| 13. | 20 tháng 11 năm 2013 | Sân vận động Westpac, Wellington, New Zealand                 | New Zealand | 1–0       | 4–2     | Vòng loại World Cup 2014 |
| 14. | 20 tháng 11 năm 2013 | Sân vận động Westpac, Wellington, New Zealand                 | New Zealand | 2–0       | 4–2     | Vòng loại World Cup 2014 |
| 15. | 20 tháng 11 năm 2013 | Sân vận động Westpac, Wellington, New Zealand                 | New Zealand | 3–0       | 4–2     | Vòng loại World Cup 2014 |
| 16. | 30 tháng 1 năm 2014  | Alamodome, San Antonio, Hoa Kỳ                                | Hàn Quốc    | 1–0       | 4–0     | Giao hữu                 |
| 17. | 13 tháng 6 năm 2014  | Arena das Dunas, Natal, Brasil                                | Cameroon    | 1–0       | 1–0     | World Cup 2014           |
| 18. | 9 tháng 7 năm 2015   | Soldier Field, Chicago, Hoa Kỳ                                | Cuba        | 1–0       | 6–0     | Cúp Vàng CONCACAF 2015   |
| 19. | 9 tháng 7 năm 2015   | Soldier Field, Chicago, Hoa Kỳ                                | Cuba        | 3–0       | 6–0     | Cúp Vàng CONCACAF 2015   |
| 20. | 9 tháng 7 năm 2015   | Soldier Field, Chicago, Hoa Kỳ                                | Cuba        | 5–0       | 6–0     | Cúp Vàng CONCACAF 2015   |
| 21. | 26 tháng 7 năm 2015  | Lincoln Financial Field, Philadelphia, Hoa Kỳ                 | Jamaica     | 3–0       | 3–1     | Cúp Vàng CONCACAF 2015   |
| 22. | 10 tháng 10 năm 2015 | Sân vận động Rose Bowl, Pasadena, Hoa Kỳ                      | Hoa Kỳ      | 2–1       | 3–2     | Cúp Vàng CONCACAF 2015   |
| 23. | 9 tháng 6 năm 2016   | Sân vận động Rose Bowl, Pasadena, Hoa Kỳ                      | Jamaica     | 2–0       | 2–0     | Copa América Centenario  |
| 24. | 11 tháng 10 năm 2016 | Sân vận động Toyota Park, Bridgewiew, Hoa Kỳ                  | Panama      | 1–0       | 1–0     | Giao hữu                 |
| 25. | 21 tháng 6 năm 2017  | Sân vận động Olympic Fisht, Sochi, Nga                        | México      | 2–1       | 2–1     | Confed Cup 2017          |
| 26. | 10 tháng 10 năm 2017 | Sân vận động Olímpico Metropolitano, San Pedro Sula, Honduras | Honduras    | 1–0       | 2–3     | Vòng loại World Cup 2018 |